# クイリナーレ宮殿

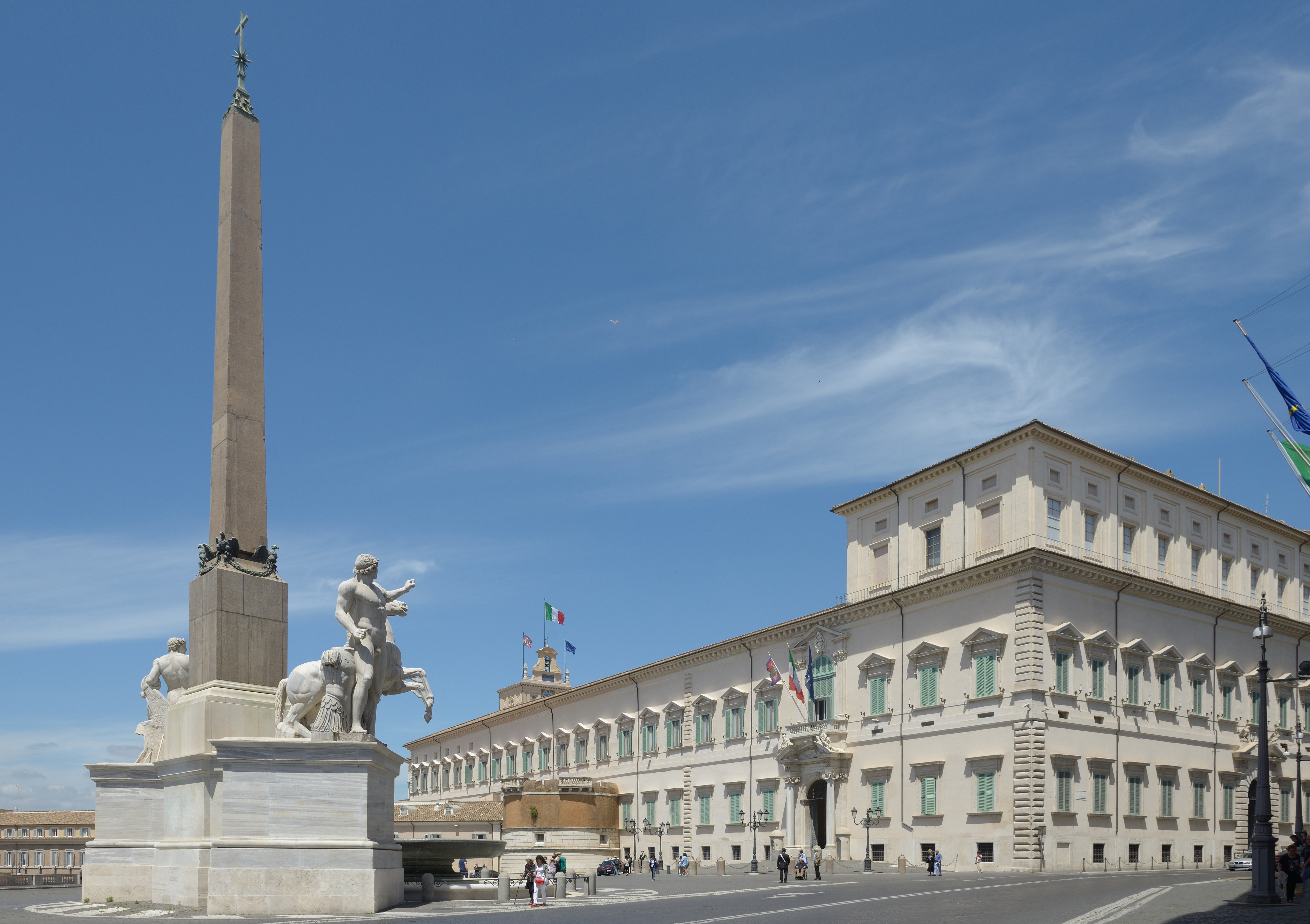
クイリナーレ宮殿

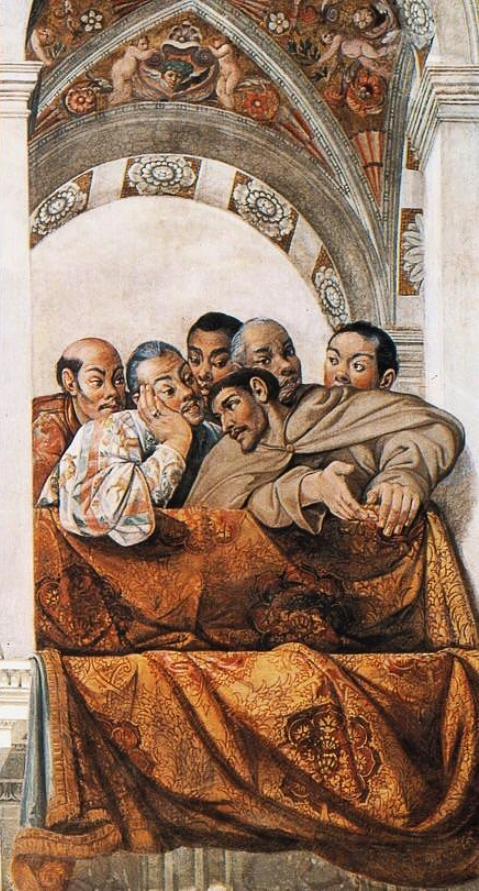
王の間 (Sala Regia) にあるフレスコ画（1615年）。仙台藩祖・伊達政宗による慶長遣欧使節のローマでの様子を描いており、前列左が支倉常長、前列右がルイス・ソテロである。

クイリナーレ宮殿（イタリア語: Palazzo del Quirinale）はローマの七丘の1つクイリナーレの丘にあるグレゴリウス13世のパラッツォで、イタリア共和国大統領官邸として使われている。

## 概要
クイリナーレ通りとクイリナーレ広場に面したこの宮殿は、1583年、教皇グレゴリウス13世の夏の住居として建設された。また、ここで1823年、1829年、1831年、1846年の4回、コンクラーヴェが開催されている。1870年まで教皇の住居および教皇領政府の役所として使われていたが、同年9月に教皇領がなくなった。5カ月後の1871年、ローマはイタリア王国の首都となった。その後イタリア国王の公式な宮殿として使われたが、ヴィットーリオ・エマヌエーレ3世（1900年-1946年）を代表として実際には他の場所を住まいとした王が多く、クイリナーレ宮殿は単に公務の場としてのみ使われることが多かった。1946年に王政が廃止されると、この宮殿はイタリア共和国大統領の官邸となった。大統領の中にもここを使わなかった者がおり、例えばアレッサンドロ・ペルティーニはトレヴィの泉の近くにあった元々のアパートに住み続けた。
ファサードはドメニコ・フォンターナが設計した。大礼拝堂はカルロ・マデルノが設計した。グイド・レーニ作のフレスコ画もあるが、階段の上にあるメロッツォ・ダ・フォルリのフレスコ画「祝福するキリスト」が有名である。敷地内には18世紀に整備された有名な庭園がある。

## 関連する建築物
- マダーマ宮殿 - イタリア元老院議事堂
- モンテチトーリオ宮殿 - イタリア代議院議事堂
- キージ宮殿 - 閣僚評議会議長（イタリアの首相）官邸
- コンスルタ宮殿 - イタリア憲法裁判所（最高裁判所）

## 周辺
この宮殿の庭園の1ブロック北西にバルベリーニ宮殿がある。庭園の南西に走っている長い壁と通りを隔てた位置にベルニーニの立てた小教会であるサンタンドレア・アル・クイリナーレ教会がある。その通りを北に向かったところにある交差点の角にはボッロミーニのサン・カルロ・アッレ・クワットロ・フォンターネ聖堂がひっそりと建っている。ファサードから西に向かって路地を通っていくとトレヴィの泉がある。

## コレクション
1946年以来、すべての銀器と共和国の儀式議長の高い表現によってカバーされ、ユニークなコレクションです最古の銀イタリアのデザイン会社Cesa 1882です。